# ماري ماتيلدا بيثام
كانت ماري ماتيلدا بيثام، عرفت أيضًا بين أفراد أسرتها وأصدقائها باسم ماتيلدا بيثام (16 نوفمبر 1776 – 30 سبتمبر 1852)، كاتبة يوميات إنجليزية وشاعرة وامرأة عالمة ورسامة بورتريهات صغيرة. أقامت ماري بيثام معارض في الأكاديمية الملكية للفنون منذ عام 1804 حتى عام 1816. في عام 1797 نشر أول كتاب شعر لها من أصل 4 كتب ألفتها. ولمدة 6 سنوات أجرت أبحاثًا حول نساء بارزات لهن مكانة تاريخية حول العالم ونشرت كتاب قاموس سير حياة نساء شهيرات من كل عصر وكل بلاد في عام 1804.

## النشأة
كانت ماري بيثام الولد الأكبر من بين 14 ولدًا أنجبهما ويليام بيثام صاحب المكانة المرموقة في ستونهام أسبال، سوفولك، وماري دامانت من قرية آي في سوفولك. أجرى والدها أبحاثًا ونشر كتبًا حول سلسلة النسب الباروني الإنجليزي والملكي. وكان أيضًا مدير مدرسة وراعي الأبرشية الإنجيلية في ستوك لاسي، هيرفوردشير.
نالت بيثام معموديتها في 1 من شهر يناير من عام 1777، وترعرعت في ستونهام أسبال. ويقال إنها عاشت طفولة سعيدة أفسدتها صحتها السيئة. تكفلت بيثام بمنح نفسها تعليمًا ذاتيًا في مكتبة والدها، إلا أنها جمعت من تلك المكتبة وتعليم والدها المتقطع اهتمامًا بالتاريخ والأدب. وقالت إن الخسارة الكبرى التي تسبب بها عدم التحاقها بمدرسة كانت بأنها لم تتعلم فن الدفاع عن نفسها. منذ سن صغيرة، كانت بيثام تلقي الشعر وتقرأ المسرحيات والتاريخ بنهم. وأرسلت إلى دروس في الخياطة «للتخفيف من انكبابي الشديد على الكتب». تعلمت بيثام تحدث الفرنسية خلال رحلاتها إلى لندن. وكان شقيقها الأصغر سنًا ويليام بيثام (1779 - 1853).
مع ازدياد أفرادها، اضطرت الأسرة إلى بيع أثاثها لإعالة نفسها، وعلى الرغم من أنها لم تطرد خارج منزلها، شعرت بيثام بالحاجة إلى إعالة نفسها وعلمت نفسها رسم بورتريهات صغيرة. وجاءها الإلهام لتصبح رسامة ولتستكشف مواهبها الأدبية خلال رحلة إلى منزل عمها إدوارد بيثام في لندن. عاشت العائلة في وسط نشاط أدبي وفني. وخلال زياتها لأسرة بيثام، التقت ماري الفنان جون أوبي، الذي كان يتولى تعليم ابنة عمها، جين بيثام، وتلقت دروسًا منه خلال بقائها هناك. نالت بيثام أيضًا تشجيعًا لتستكشف مواهبها الأدبية من قبل عمها، الذي كان يعمل كناشر. درست ماري مع ويليام ووردسوورث ودرست اللغة الإيطالية مع أغوستينو إيزولا في كامبردج في عام 1796.

## سنوات الرشد
في عام 1797، كتبت بيثام مرثيات وقصائد صغيرة أخرى اشتملت على قصائد إيطالية مترجمة إلى الإنجليزية وكتبت أيضًا آرثر وألبينا، التي كانت قصة شعرية درويدية. ونالت بيثام تكريمًا على هذا النمط من قبل سامويل تايلور كولريدج، الذي كتب إلى ماتيلدا من غريب في عام 1802، مقارنًا إياها بصافو وشجعها على مواصلة كتابة الشعر. وكان من بين الأشخاص الآخرين الذين شجعوا بيثام الليدي تشارلوت بيدينغفيلد وأسرتها.
رسمت بيثام بورتريهات رقيقة ومبهجة عرضتها في الأكاديمية الملكية للفنون منذ عام 1804 حتى عام 1816 كسبيل لكي تكون مستقلة من الناحية المادية عن والديها الذين كانا لديهما عدة أولاد توجب عليهما الاعتناء بهم. ومن بين عشرات البورتريهات التي عرضت بورتريه هاريوت بيكليرك دوقة سان ألبانز وبورتريه الشاعر جورج داير إيرل ديسارت، وبورتريه والد بيثام وأفراد آخرين من الأسرة.
في عام 1804، نشرت بيثام قاموس سير حياة نساء شهيرات من كل عصر وكل بلاد، والذي كان تتويجًا لجهود بحث دامت 6 سنوات. اشتمل القاموس على سيرة حياة قصيرة لمريم المجدلية وكليوباترا وبواني الهندية الشرقية ومدام رولاند ونساء أخريات بارزات في التاريخ من كل أنحاء العالم. بعد 4 أعوام نشرت بيثام كتابها الثاني في الشعر. وكانت بيثام أيضًا صديقة مقربة من روبيرت ساوثي وزوجته آنا لايتيتيا باربولد وزوجها، ومن تشارلز وشقيقته ماري. وكان من بين معارفها في تلك الفترة أوبي وفرانسيس هولكروفت وهانا مور ومدام دو ستايل وسامويل تايلور كولريدج. ورسمت بورتريهات لأسرة كولريدج وأسرة ساوثي وكتبت قصيدة لزواج إيما إيزولا، البنت المتبناة للامب، بإدوارد موكسون. 
ونشرت بيثام أعمالًا أخرى في المجلات بدون اسم، في حين أنها قرأت شكسبير أمام جمهور في لندن.